# Franziska Fischer (Politikerin)
Franziska Fischer, geborene Lindinger (* 8. März 1897 in Berg bei Pocking, Landkreis Passau; † 6. November 1972 in Passau), war eine deutsche Bäuerin und Mitglied des Bayerischen Senats.

## Werdegang
Fischer bewirtschaftete als Bäuerin gemeinsam mit ihrem Mann den Obermeierhof in Eholfing bei Sulzbach am Inn im Landkreis Passau. Sie war Mitglied des Bezirksvorstands des Bayerischen Bauernverbandes (BBV) in Niederbayern. Als Vertreterin der Gruppe Land- und Forstwirtschaft gehörte sie seit dessen Gründung (1947) bis zu ihrem Tod (1972) dem Bayerischen Senat an. Außerdem saß sie für den Bauernverband im Rundfunkrat des Bayerischen Rundfunks.

## Ehrungen
- 1959: Bayerischer Verdienstorden[2]
- 1965: Großes Verdienstkreuz der Bundesrepublik Deutschland[3]